# Нью-Баффоло (Мічиган)
Нью-Баффоло (англ. New Buffalo) — місто (англ. city) в США, в окрузі Беррієн штату Мічиган. Населення — 1708 осіб (2020).

## Географія
Нью-Баффоло розташований за координатами 41°47′34″ пн. ш. 86°44′31″ зх. д. / 41.79278° пн. ш. 86.74194° зх. д. (41.792639, -86.741822).  За даними Бюро перепису населення США в 2010 році місто мало площу 6,55 км², з яких 6,48 км² — суходіл та 0,06 км² — водойми.

## Демографія
Згідно з переписом 2010 року, у місті мешкали 1883 особи в 881 домогосподарстві у складі 497 родин. Густота населення становила 288 осіб/км².  Було 1692 помешкання (258/км²).
Расовий склад населення:
| - 93,4 % — білих - 1,6 % — чорних або афроамериканців - 0,5 % — корінних американців - 0,3 % — азіатів - 0,2 % — вихідців з тихоокеанських островів - 2,6 % — осіб інших рас |

До двох чи більше рас належало 1,3 %. Частка іспаномовних становила 4,4 % від усіх жителів.
За віковим діапазоном населення розподілялося таким чином: 17,3 % — особи молодші 18 років, 61,4 % — особи у віці 18—64 років, 21,3 % — особи у віці 65 років та старші. Медіана віку мешканця становила 48,4 року. На 100 осіб жіночої статі у місті припадало 97,4 чоловіків;  на 100 жінок у віці від 18 років та старших — 95,5 чоловіків також старших 18 років.
Середній дохід на одне домашнє господарство  становив 73 996 доларів США (медіана — 45 685), а середній дохід на одну сім'ю — 85 345 доларів (медіана — 52 639). Медіана доходів становила 52 895 доларів для чоловіків та 32 159 доларів для жінок. За межею бідності перебувало 14,4 % осіб, у тому числі 27,6 % дітей у віці до 18 років та 14,1 % осіб у віці 65 років та старших.
Цивільне працевлаштоване населення становило 899 осіб. Основні галузі зайнятості: мистецтво, розваги та відпочинок — 19,9 %, освіта, охорона здоров'я та соціальна допомога — 14,0 %, фінанси, страхування та нерухомість — 11,9 %, роздрібна торгівля — 11,7 %.